# رولاند بارنز
رولاند بارنز (بالإنجليزية: Rowland Barnes)‏ هو قاضي ومحامي أمريكي، ولد في 25 أبريل 1940، وتوفي في 11 مارس 2005.